# Kolumbus-Maler
Der Kolumbus-Maler war ein mit einem Notnamen bezeichneter antiker griechischer Vasenmaler, der seine Werke im korinthisch-schwarzfigurigen Stil verzierte. Er arbeitete während der Übergangszeit vom orientalisierenden zum schwarzfigurigen Stil (640 bis 625 v. Chr.). Der Kolumbus-Maler war ein Schüler des Malers von Palermo 489 und seinerseits Lehrer des Chimaira-Malers und damit auch von Einfluss auf die Chimaira-Gruppe um diesen. Kennzeichnend waren seine kraftvollen Löwen. Er bemalte vor allem Aryballoi.